# 漳州平原

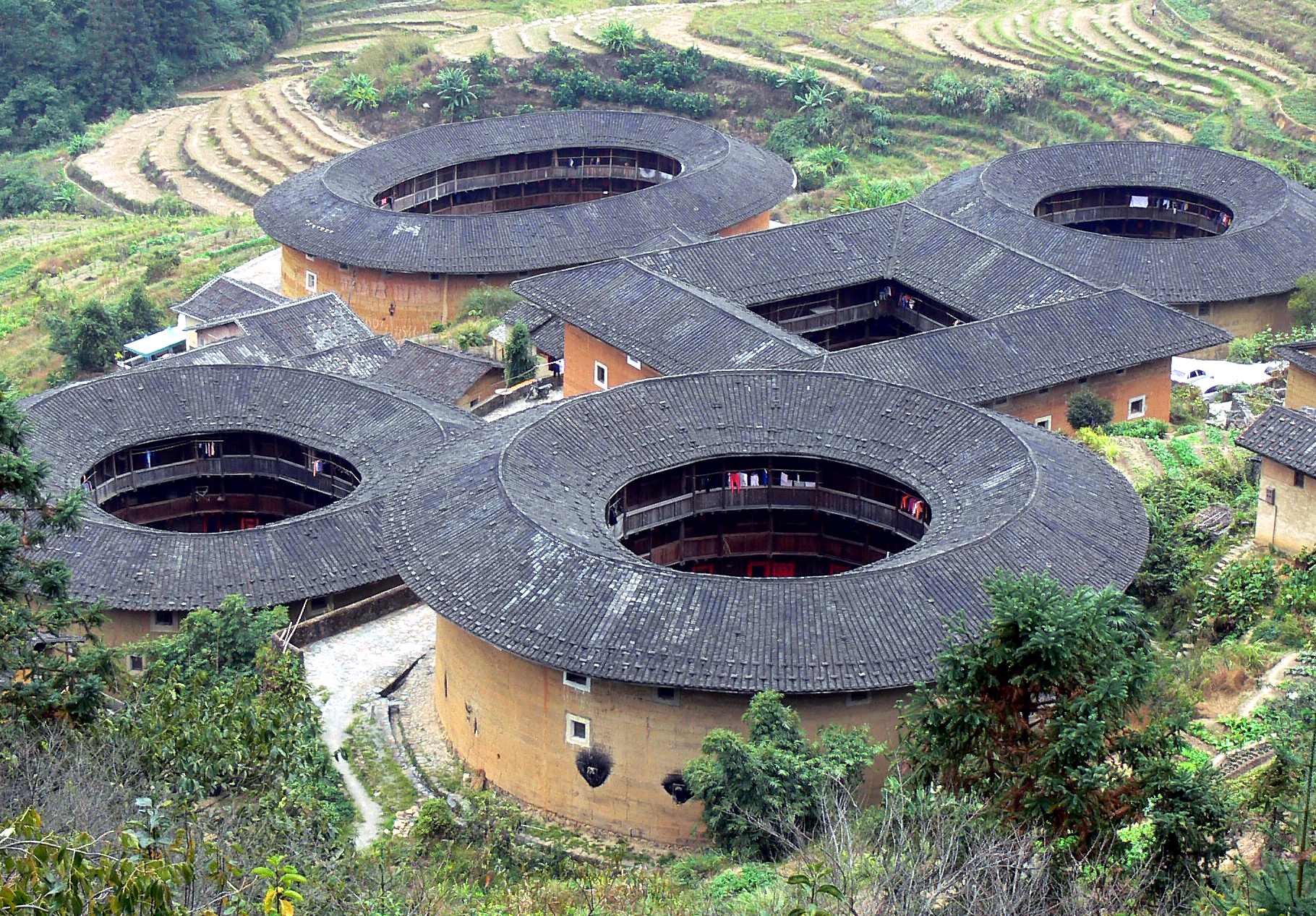
漳州平原土樓

漳州平原位於閩南沿海地區，是福建第一大的平原，其面積為566平方公里。漳州平原氣候溫暖溫潤，土地肥沃，農耕條件優越，農業發達，素有閩南穀倉之稱。